# Fistulaphantes canalis
Fistulaphantes canalis là một loài nhện trong họ Linyphiidae. Chúng được Andrei V. Tanasevitch & Michael Ilmari Saaristo miêu tả năm 2006.